# Điệu thức Lydia
Âm giai Lydia là âm giai được xây dựng bằng cách nâng cao bậc IV của âm giai Trưởng tự nhiên lên 1/2 cung và giữ nguyên các bậc khác.
Âm giai Trưởng và âm giai Thứ khác nhau chủ yếu ở bậc III. Do được xây dựng từ âm giai Trưởng và bậc III không đổi nên âm giai Lydian về căn bản mang tính chất Trưởng.